# Marek Kysela
Marek Kysela (Rokycany, 10 luglio 1992) è un calciatore ceco,  difensore del Sokol Držkov.

## Carriera

### Club

#### Gli inizi
Kysela cominciò la carriera nella squadra giovanile del Sokol Blovice, dove militò dal 1997 al 2005. Nel 2005, passò al Viktoria Plzeň. Rimase in squadra fino al 2008, anno in cui si trasferì in Italia per giocare nell'Inter. Con la formazione nerazzurra, vinse il Torneo di Viareggio 2011, la NextGen Series 2011-2012 e il campionato Primavera nello stesso anno. Nella stagiona 2011-2012, Gian Piero Gasperini inserì Kysela nella lista B dei convocati per l'edizione stagionale della Champions League, riservata ai giovani. Il 30 giugno 2012, il contratto che lo legava all'Inter giunse alla scadenza e Kysela si ritrovò liberò di firmare con lo Jablonec, formazione con cui aveva trovato un accordo triennale il precedente 7 maggio.

#### Jablonec
Esordì nella 1. liga in data 7 ottobre 2012, schierato titolare nella vittoria casalinga per 2-1 contro il České Budějovice. A fine stagione, lo Jablonec vinse la Pohár FAČR 2012-2013 e, pochi mesi dopo, Český Superpohár 2013 (in quest'ultimo trofeo, però, Kysela non venne impiegato e restò in panchina). Il 25 agosto 2013 realizzò la prima rete nella massima divisione locale, sancendo il successo per 0-1 sul campo del Sigma Olomouc.

### Nazionale
Kysela rappresentò la Repubblica Ceca a livello Under-16, Under-17, Under-18 e Under-21. Per quanto concerne la rappresentativa Under-21, debuttò in data 25 aprile 2012: sostituì Milan Nitrianský nella vittoria per 1-2 sul campo della Slovacchia under 21.

## Statistiche

### Presenze e reti nei club
Statistiche aggiornate al 15 aprile 2014.
| Stagione        | Club            | Campionato      | Campionato | Campionato | Coppe nazionali | Coppe nazionali | Coppe nazionali | Coppe continentali | Coppe continentali | Coppe continentali | Supercoppe | Supercoppe | Supercoppe | Totale | Totale |
| Stagione        | Club            | Comp            | Pres       | Reti       | Comp            | Pres            | Reti            | Comp               | Pres               | Reti               | Comp       | Pres       | Reti       | Pres   | Reti   |
| --------------- | --------------- | --------------- | ---------- | ---------- | --------------- | --------------- | --------------- | ------------------ | ------------------ | ------------------ | ---------- | ---------- | ---------- | ------ | ------ |
| 2012-2013       | Jablonec        | 1L              | 14         | 0          | CRC             | 5               | 0               | -                  | -                  | -                  | -          | -          | -          | 19     | 0      |
| 2013-2014       | Jablonec        | 1L              | 20         | 1          | CRC             | 6               | 0               | UEL                | 3                  | 0                  | SRC        | 0          | 0          | 26     | 1      |
| 2014-2015       | Jablonec        | 1L              | 13         | 0          | CRC             | 5               | 0               | -                  | -                  | -                  | -          | -          | -          | 18     | 0      |
| 2015-2016       | Jablonec        | 1L              | 17         | 2          | CRC             | 5               | 0               | UEL                | 0                  | 0                  | -          | -          | -          | 22     | 2      |
| Totale Jablonec | Totale Jablonec | Totale Jablonec | 64         | 3          |                 | 21              | 0               |                    | 3                  | 0                  |            | 0          | 0          | 88     | 3      |
| Totale          | Totale          | Totale          | 64         | 3          |                 | 21              | 0               |                    | 3                  | 0                  |            | 0          | 0          | 88     | 3      |

## Palmarès

### Club

#### Competizioni giovanili
- Torneo di Viareggio: 1

Inter: 2011
- Campionato Primavera: 1

Inter: 2011-2012
- NextGen Series: 1

Inter: 2011-2012
- Champions Under-18 Challenge: 1

Inter: 2010

#### Competizioni nazionali
- Pohár ČMFS: 1

Jablonec: 2012-2013
- Český Superpohár: 1

Jablonec: 2013